# Johan Pehrson

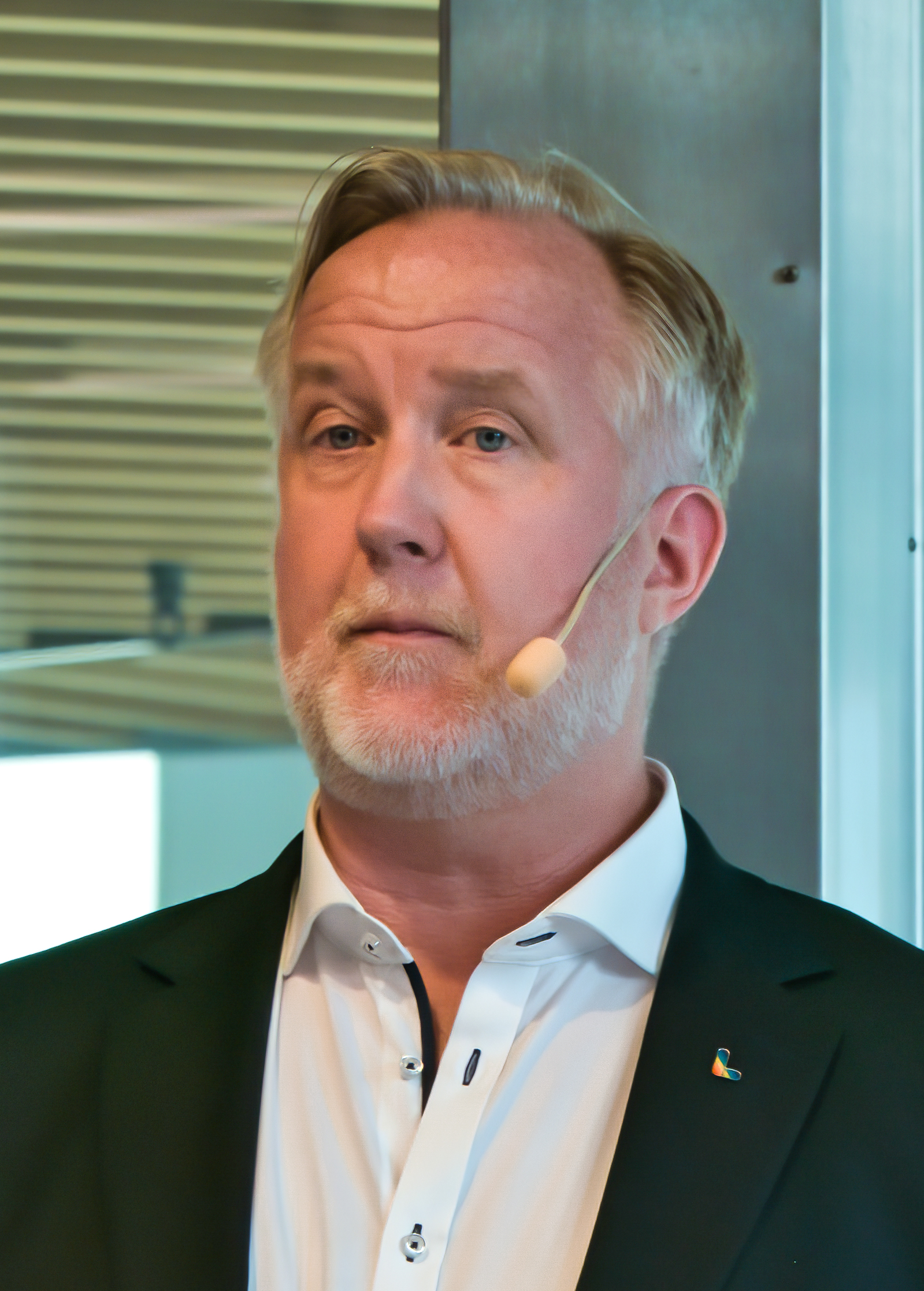
Johan Pehrson (2022)

Carl Johan Georg Pehrson (* 8. Mai 1968 in Längbro, Örebro) ist ein schwedischer Politiker der Liberalen (Liberalerna), der zwischen 1998 und 2015 sowie erneut seit 2018 als Mitglied dem Reichstag angehört. Er war von 2022 bis Juni 2025 Vorsitzender der Liberalen und vom 10. September 2024 bis 27. Juni 2025 Bildungsminister. Zuvor war er seit dem 18. Oktober 2022 Beschäftigungsminister und Integrationsminister in der Regierung Kristersson.

## Leben
Carl Johan Georg Pehrson, Sohn des Beamten Bengt Pehrson und der Silberschmiedin Margareta Berndtsson, war nach einer Berufsausbildung zunächst zwischen 1989 und 1990 als Angestellter im Bankhaus Götabanken tätig. Im Anschluss begann er 1990 ein Studium der Rechtswissenschaften an der Universität Uppsala, welches er 1996 mit dem juristischen Staatsexamen als Magister beendete. Während dieser Zeit belegte er zudem Vorlesungen im Fach Wirtschaftsgeschichte an der Universität Uppsala und erwarb nach einem Auslandsstudienaufenthalt von 1994 bis 1995 am King’s College London ein Diplom der Rechtswissenschaften. Während des Studiums war er zwischen 1992 und 1993 politischer Berater im Finanzministerium sowie von 1993 bis 1994 im Ministerium für Gesundheit und Soziales. Anschließend arbeitete er von 1993 bis 1994 in der Rechtsabteilung der Gota Bank sowie 1994 für einige Zeit als Leitartikelschreiber für die Tageszeitung Nerikes Allehanda. Nachdem er von 1996 bis 1997 Politischer Sekretär der damaligen Liberalen Volkspartei (Folkpartiet liberalerna) war, arbeitete er zwischen 1997 und 1998 als Angestellter beim Provinzgericht von Örebro län.
Bei der Wahl am 20. September 1998 wurde Pehrson für die Liberale Volkspartei erstmals zum Mitglied des Reichstages und gehörte diesem nach seinen Wiederwahlen am 15. September 2002, 17. September 2006, 19. September 2010 und 14. September 2014 bis zu seinem Mandatsverzicht 2015 an. Als Nachfolger von Torbjörn Pettersson war er von 2001 bis zu seiner Ablösung durch Johan Jakobsson 2002 Parteisekretär der Liberalen Volkspartei. Am 11. Oktober 2006 löste er Anna Grönlund Krantz als Vorsitzender der Fraktion der Liberalen im Reichstag ab und hatte diese Funktion bis zum 4. Oktober 2014 inne, woraufhin Erik Ullenhag ihn ablöste. Nach seinem Ausscheiden aus dem Reichstag war er zwischen 2015 und 2018 Chief Executive Officer (CEO) des Unternehmens Watt & Veke.
Bei der Wahl vom 9. September 2018 wurde Johan Pehrson für die Liberalen (Liberalerna) im Wahlkreis 198 Örebro län wieder zum Mitglied des Reichstages gewählt, dem er seither angehört. Am 28. Juni 2019 löste er Christer Nylander als Vorsitzender der Liberalen Fraktion ab und bekleidete diesen Posten bis zu seiner Ablösung durch Mats Persson am 8. April 2022. Er selbst wiederum übernahm am 8. April 2022 von Nyamko Sabuni den Posten als Parteivorsitzender der Liberalen.
Am 18. Oktober 2022 wurde Pehrson Beschäftigungsminister und Integrationsminister (Arbetsmarknads- och Integrationsminister) in der Regierung Kristersson und ist damit zuständig für die Bereiche Arbeitsmarkt, Integration und Anti-Segregation. Am 10. September 2024 tauschte er mit seinem Parteikollegen Mats Persson seine Ämter und wurde Bildungsminister. Im Juni 2025 trat er als Minister zurück und wurde am 28. Juni 2025 von Simona Mohamsson abgelöst.
Er lebt in Stockholm, ist verheiratet und hat vier Kinder.